# V Парфянский легион
V Парфянский легион (лат. Legio V Parthica) — один из легионов поздней Римской империи.
Данное подразделение было основано по приказу императора Диоклетиана около 300 года вместе с IV и VI Парфянским легионами. Интересен тот факт, что прозвище «Парфянский» легион получил по имени давнего противника Рима на Востоке — правившей в Иране Парфянской династии, которая была свержена династией Сасанидов за несколько десятилетий до основания легиона. Вместе с конными отрядами подразделение дислоцировалось в месопотамском городе Амида. После 73-дневной осады персидские войска во главе с царём Шапуром II захватили Амиду. V Парфянский легион, по всей видимости, был уничтожен в боях с противником.